# 2023年IBA世界男子拳擊錦標賽
2023年IBA世界男子拳擊錦標賽是第22屆世界拳擊錦標賽，於2023年4月30日至5月14日在烏茲別克塔什干舉行。來自全部五個大洲的運動員參加此次比賽。比賽僅限男選手參賽，共設13個重量級別，這些重量級別於2021年7月獲得國際拳擊協會的批准。
国际拳击协会会为此次比赛的奖牌得主奖励一定数量的奖金。其中金牌得主获得20万美元奖金，银牌得主获得10万美元奖金，铜牌得主则获得5万美元奖金。比赛发放的奖金总额为240万美元。
本屆賽事正值俄烏戰爭期間，為抗議國際拳擊協會允許俄羅斯和白俄羅斯以國家名義參加本屆賽事，多個隊伍決定杯葛。對此國際拳擊協會決定給予相關隊伍隊員經濟援助，以確保這些選手能夠參賽。
本賽事原本為2024年夏季奧林匹克運動會拳擊項目的資格賽之一。然而2022年6月，國際奧林匹克委員會基於国际拳击协会在財政、管治、道德、旁證和裁決等方面持續不尋常事項，禁止国际拳击协会管理奧運拳擊賽事。本屆賽事也因此不再決定2024年夏季奧林匹克運動會男子拳擊項目參賽名額，奧運參賽名額將由各洲際綜合運動會賽事決定。

## 奖牌榜
*   主办国家/地区
| 排名                      | 国家 / 地区               | 金牌 | 銀牌 | 銅牌 | 总计 |
| ------------------------- | ------------------------- | ---- | ---- | ---- | ---- |
| 1                         | *                         | 5    | 2    | 2    | 9    |
| 2                         |                           | 4    | 1    | 0    | 5    |
| 3                         | 俄羅斯                    | 2    | 0    | 4    | 6    |
| 4                         | 古巴                      | 1    | 3    | 2    | 6    |
| 5                         | 法國                      | 1    | 1    | 1    | 3    |
| 6                         |                           | 0    | 1    | 2    | 3    |
| 7                         |                           | 0    | 1    | 1    | 2    |
| 7                         | 巴西                      | 0    | 1    | 1    | 2    |
| 7                         | 蒙古国                    | 0    | 1    | 1    | 2    |
| 10                        | 中國                      | 0    | 1    | 0    | 1    |
| 10                        | 義大利                    | 0    | 1    | 0    | 1    |
| 12                        | 西班牙                    | 0    | 0    | 3    | 3    |
| 12                        | 印度                      | 0    | 0    | 3    | 3    |
| 14                        | 亞美尼亞                  | 0    | 0    | 2    | 2    |
| 15                        | 约旦                      | 0    | 0    | 1    | 1    |
| 15                        |                           | 0    | 0    | 1    | 1    |
| 15                        | 墨西哥                    | 0    | 0    | 1    | 1    |
| 15                        |                           | 0    | 0    | 1    | 1    |
| 总计（共18个国家 / 地区） | 总计（共18个国家 / 地区） | 13   | 13   | 26   | 52   |

## 奖牌得主
| 项目                      | 金牌                                          | 银牌                                      | 铜牌                                        |
| 最轻量级 （48公斤级）     | Sanzhar Tashkenbay · 哈萨克斯坦（KAZ）        | Sakhil Alakhverdovi · 格鲁吉亚（GEO）     | Alejandro Claro · 古巴（CUB）               |
| 最轻量级 （48公斤级）     | Sanzhar Tashkenbay · 哈萨克斯坦（KAZ）        | Sakhil Alakhverdovi · 格鲁吉亚（GEO）     | Edmond Khudoian · 俄罗斯（RUS）             |
| 蝇量级 （51公斤级）       | 哈桑博伊·杜斯马托夫 · 乌兹别克斯坦（UZB）     | 比拉爾·班納馬 · 法國（FRA）               | Deepak Bhoria · 印度（IND）                 |
| 蝇量级 （51公斤级）       | 哈桑博伊·杜斯马托夫 · 乌兹别克斯坦（UZB）     | 比拉爾·班納馬 · 法國（FRA）               | Martín Molina · 西班牙（ESP）               |
| 雏量级 （54公斤级）       | Makhmud Sabyrkhan · 哈萨克斯坦（KAZ）         | Oybek Juraev · 乌兹别克斯坦（UZB）        | Yosvany Veitia · 古巴（CUB）                |
| 雏量级 （54公斤级）       | Makhmud Sabyrkhan · 哈萨克斯坦（KAZ）         | Oybek Juraev · 乌兹别克斯坦（UZB）        | Dmitrii Dvali · 俄罗斯（RUS）               |
| 羽量级 （57公斤级）       | 阿卜杜马利克·哈洛科夫 · 乌兹别克斯坦（UZB）   | Saidel Horta · 古巴（CUB）                | Mohammad Hussamuddin · 印度（IND）          |
| 羽量级 （57公斤级）       | 阿卜杜马利克·哈洛科夫 · 乌兹别克斯坦（UZB）   | Saidel Horta · 古巴（CUB）                | Munarbek Seitbek Uulu · 吉尔吉斯斯坦（KGZ） |
| 轻量级 （60公斤级）       | Sofiane Oumiha · 法國（FRA）                  | 埃里斯兰迪·阿尔瓦雷斯 · 古巴（CUB）       | Mohammad Abu Jajeh · 约旦（JOR）            |
| 轻量级 （60公斤级）       | Sofiane Oumiha · 法國（FRA）                  | 埃里斯兰迪·阿尔瓦雷斯 · 古巴（CUB）       | Vsevolod Shumkov · 俄罗斯（RUS）            |
| 轻次中量级 （63.5公斤级） | Ruslan Abdullaev · 乌兹别克斯坦（UZB）        | 巴塔尔苏赫·青照日格 · 蒙古（MGL）         | Hovhannes Bachkov · 亞美尼亞（ARM）         |
| 轻次中量级 （63.5公斤级） | Ruslan Abdullaev · 乌兹别克斯坦（UZB）        | 巴塔尔苏赫·青照日格 · 蒙古（MGL）         | Bakhodur Usmonov · 塔吉克（TJK）            |
| 次中量级 （67公斤级）     | Asadkhuja Muydinkhujaev · 乌兹别克斯坦（UZB） | Dulat Bekbauov · 哈萨克斯坦（KAZ）        | 拉沙·古鲁利 · 格鲁吉亚（GEO）               |
| 次中量级 （67公斤级）     | Asadkhuja Muydinkhujaev · 乌兹别克斯坦（UZB） | Dulat Bekbauov · 哈萨克斯坦（KAZ）        | Battömöriin Misheelt · 蒙古（MGL）          |
| 轻中量级 （71公斤级）     | Aslanbek Shymbergenov · 哈萨克斯坦（KAZ）     | Saidjamshid Jafarov · 乌兹别克斯坦（UZB） | Nishant Dev · 印度（IND）                   |
| 轻中量级 （71公斤级）     | Aslanbek Shymbergenov · 哈萨克斯坦（KAZ）     | Saidjamshid Jafarov · 乌兹别克斯坦（UZB） | Wanderson de Oliveira · 巴西（BRA）         |
| 中量级 （75公斤级）       | Yoenlis Hernández · 古巴（CUB）               | Wanderley Pereira · 巴西（BRA）           | Alokhon Abdullaev · 乌兹别克斯坦（UZB）     |
| 中量级 （75公斤级）       | Yoenlis Hernández · 古巴（CUB）               | Wanderley Pereira · 巴西（BRA）           | Moreno Fendero · 法國（FRA）                |
| 轻重量级 （80公斤级）     | Nurbek Oralbay · 哈萨克斯坦（KAZ）            | 托合塔尔别克·唐拉提汗 · 中国（CHN）       | Gazimagomed Jalidov · 西班牙（ESP）         |
| 轻重量级 （80公斤级）     | Nurbek Oralbay · 哈萨克斯坦（KAZ）            | 托合塔尔别克·唐拉提汗 · 中国（CHN）       | Imam Khataev · 俄罗斯（RUS）                |
| 次重量级 （86公斤级）     | Sharabutdin Ataev · 俄罗斯（RUS）             | 洛伦·阿方索 · 阿塞拜疆（AZE）             | Georgii Kushitashvili · 格鲁吉亚（GEO）     |
| 次重量级 （86公斤级）     | Sharabutdin Ataev · 俄罗斯（RUS）             | 洛伦·阿方索 · 阿塞拜疆（AZE）             | Rogelio Romero · 墨西哥（MEX）              |
| 重量级 （92公斤级）       | Muslim Gadzhimagomedov · 俄罗斯（RUS）        | Aziz Abbes Mouhiidine · 義大利（ITA）     | Lazizbek Mullojonov · 乌兹别克斯坦（UZB）   |
| 重量级 （92公斤级）       | Muslim Gadzhimagomedov · 俄罗斯（RUS）        | Aziz Abbes Mouhiidine · 義大利（ITA）     | Narek Manasyan · 亞美尼亞（ARM）            |
| 超重量级 （92公斤以上级） | 巴霍季尔·贾洛洛夫 · 乌兹别克斯坦（UZB）       | Fernando Arzola · 古巴（CUB）             | Mahammad Abdullayev · 阿塞拜疆（AZE）       |
| 超重量级 （92公斤以上级） | 巴霍季尔·贾洛洛夫 · 乌兹别克斯坦（UZB）       | Fernando Arzola · 古巴（CUB）             | 阿尤布·加德法 · 西班牙（ESP）               |

## 參賽國家和地區
共有來自107個國家和地區的538名運動員參加了此次比賽。
1. 阿富汗（2）
2. 阿尔巴尼亚（6）
3. 阿尔及利亚（7）
4. 安哥拉（2）
5. 安地卡及巴布達（1）
6. 亞美尼亞（11）
7. （9）
8. 奥地利（4）
9. （13）
10. 巴哈马（1）
11. 巴林（2）
12. （1）
13. 白俄羅斯（8）
14. （2）
15. （4）
16. 巴西（7）
17. 保加利亚（10）
18. （3）
19. 喀麦隆（4）
20. （1）
21. 中国（10）
22. 中華臺北（8）
23. 哥伦比亚（5）
24. （3）
25. 庫克群島（1）
26. （3）
27. 古巴（13）
28. 賽普勒斯（1）
29. 刚果民主共和国（7）
30. （9）
31. （6）
32. 埃及（2）
33. 薩爾瓦多（3）
34. （4）
35. 衣索比亞（3）
36. 斐济（2）
37. 法國（11）
38. 法屬玻里尼西亞（1）
39. （3）
40. （10）
41. 德国（2）[註 1]
42. （6）
43. 希腊（3）
44. （3）
45. 几内亚（2）
46. （2）
47. 海地（2）
48. 中國香港（3）
49. 匈牙利（7）
50. 印度（13）
51. 印度尼西亞（4）
52. 伊朗（7）
53. 以色列（5）
54. 義大利（6）
55. 牙买加（2）
56. 日本（9）
57. 约旦（11）
58. （13）
59. （8）
60. （13）
61. 賴索托（3）
62. 盧森堡（1）
63. （1）
64. 模里西斯（2）
65. 墨西哥（9）
66. 摩尔多瓦（10）
67. 蒙古国（10）
68. 蒙特內哥羅（1）
69. 摩洛哥（7）
70. 莫桑比克（4）
71. 尼泊尔（2）
72. 尼日尔（1）
73. 奈及利亞（3）
74. 北馬其頓（2）
75. 巴基斯坦（1）
76. 巴勒斯坦（3）
77. 巴拿马（2）
78. 巴拉圭（3）
79. 波蘭（1）[註 1]
80. 波多黎各（3）
81. 羅馬尼亞（3）
82. 俄羅斯（13）
83. 圣卢西亚（1）
84. 苏格兰（1）[註 1]
85. 塞内加尔（4）
86. 塞爾維亞（9）
87. （2）
88. 斯洛維尼亞（2）
89. 南非（4）
90. （11）
91. 西班牙（11）
92. 斯里蘭卡（1）
93. 瑞典（2）[註 1]
94. 叙利亚（3）
95. （12）
96. 坦桑尼亚（4）
97. 泰國（6）
98. （1）
99. 千里達及托巴哥（7）
100. 土耳其（11）
101. （10）
102. 乌干达（1）
103. 阿联酋（3）
104. （13，主办国）
105. 委內瑞拉（3）
106. 尚比亞（3）
107. 辛巴威（4）

以下国家/地区的拳击管理组织决定抵制该届比赛：
- 阿根廷
- 加拿大
- 捷克
- 丹麦
- 芬兰
- 德国[註 1]
- 英国
  -  英格兰
  -  苏格兰[註 1]
- 冰島
- 爱尔兰
- 拉脫維亞
- 立陶宛
- 荷蘭
- 新西兰
- 挪威
- 波蘭[註 1]
- 瑞典[註 1]
- 瑞士
- 乌克兰
- 美国